# 龍耳電視
22°20′15.6″N 114°10′02.9″E / 22.337667°N 114.167472°E
龍耳電視（英語：Silence TV），是香港慈善機構「龍耳」旗下一間網絡媒體，於2014年12月成立。以香港手語為本的網上電視頻道，並配上中文字幕，透過網上平台向聾人及弱聽人士定期發放時事和生活資訊。

## 成立背景
香港現時大約有十萬名聾人及弱聽人士，但當中約60%學歷偏低，文字理解能力有限。因為香港主流學校缺乏手語支援，聾人及弱聽人士的文字學習比健聽人士難跟上課程進度，因此他們閱讀文字時遇上不少障礙，更難以透過字幕來理解節目內容。
此外，多年來香港電視廣播的手語翻譯支援不足；不但大部分節目，包括新聞報道缺乏手語翻譯，就算配有手語翻譯的節目，亦因為手語框太小，讓聾人及弱聽人士觀看電視時感到吃力。
有見及此，香港慈善機構「龍耳」推出以香港手語為本的網上電視頻道《龍耳電視》，會在網上平台，如Facebook、YouTube和流動通訊程式發放，向聾人及弱聽人士發放時事及生活資訊，彌補現時電視廣播的不足。

## 製作方針
該電視台的製作方針為「聾健共賞」，每套節目會有健聽和聾人參與製作，亦會平衡兩邊的觀點。例如聾人主持、健聽的工作人員要一起討論手語及配音能否配合。節目會有手語介紹，一邊打手語，一邊展示畫面等，方便聾人及弱聽人士理解節目內容。
現時找題材、資料搜集、寫稿、拍攝、主持及製作等全部都由六位製作人負責，有健聽的，亦有聾人。
為推動聾人融入社區，製作人員會做資料搜集，介紹願意與聾人溝通的餐廳，讓他們放下憂慮，光顧不同店舖，接觸健全社會。至於時事節目，監製會每週挑選四五宗新聞，例如家長特別關心的學童狀況、交通加價、食物安全及通車和政府各大調查報告等。

## 頻道

### 電視頻道一覽

#### 識飲識食手語行
- 提供美食資訊及飲食優惠，並推廣聾人友善餐廳

#### 時事知多點
- 向聾人及弱聽人士定期發放時事資訊

#### 龍耳搜映
- 定期為觀眾推介最新的電影‬

#### 千奇百趣
- 是香港手語鬼故頻道，提供恐怖在線的精選故事

#### 生活百科
- 向龍耳會員發放活動資訊及提供正確的育兒方法

#### 專題資訊
- 向聾人及弱聽人士發放專題資訊

## 節目
除了生活資訊，《龍耳電視》亦會推出飲食及旅遊等不同節目，向聾人及弱聽人士介紹香港的文化和歷史。他們亦會與靈異節目主持潘紹聰合作，推出手語版本的靈異故事。參與製作的手語導師朱芷茵說，用手語來表達恐怖的氣氛是一個非常有趣的嘗試。
龍耳電視更會邀請資深記者魏綺珊來教授編輯及拍攝技巧，以培訓更多製作人員。中心主任表示，希望將來電視頻道上軌道後，可以與其他電視台合作，製作每周新聞精華，為他們的電視節目配上手語翻譯。

## 手語主持大賽
龍耳電視於2016年1月31日舉行《第一屆聾人主持大賽》，透過這些比賽為有志投身多媒體產業的聾人提供培訓，受訓後可擔任台前或幕後等工作，促進個人和職能發展。這次比賽擔任嘉賓及評判為藝人袁潔儀。

## 外部連結
- 龍耳電視
  - 官方網頁 （页面存档备份，存于）
  - Facebook專頁 （页面存档备份，存于）
  - YouTube官方頻道 （页面存档备份，存于）

- 龍耳
  - 官方網頁 （页面存档备份，存于）
  - Facebook專頁